# فرنتس ارکل
فرنتس اِرکِل (مجاری: Erkel Ferenc; ۷ نوامبر ۱۸۱۰ – ۲۵ ژوئن ۱۸۹۳) رهبر، آهنگساز، معلم موسیقی، نوازنده پیانو و شطرنج‌باز اهل مجارستان بود. وی به عنوان پدر اپرای سنگین مجار شناخته می‌شود.
ارکل سازندهٔ موسیقی سرود ملی مجارستان است که در سال ۱۸۴۴ به عنوان سرود ملی تصویب شد. وی در ۱۸۹۳ در بوداپست درگذشت.